# 제2시대

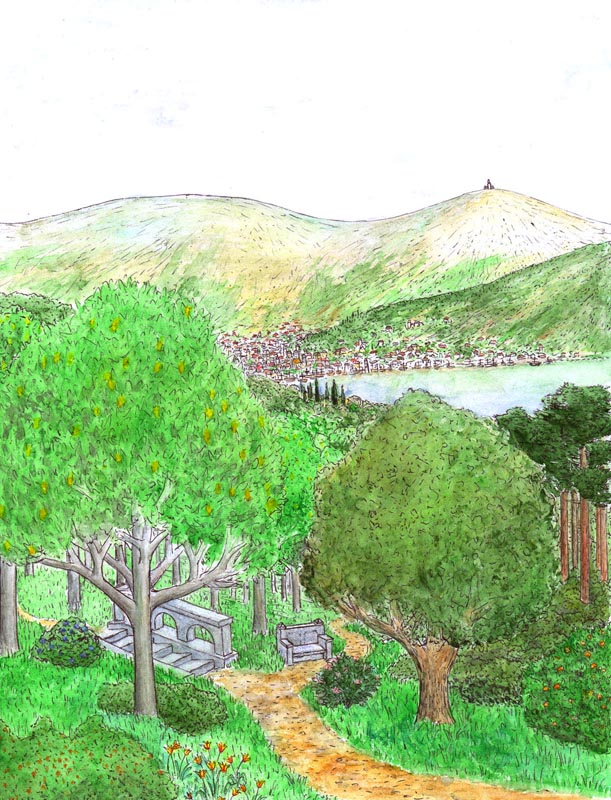
누메노르인의 지역인 니시말다르 그림.

제2시대(The Second Age)는 J. R. R. 톨킨이 창조한 가공 세계인 가운데땅의 역사를 구분하는 단위 중 하나이다.
제2시대는 발라의 대군이 모르고스를 가운데땅에서 몰아낸 다음에 시작하여, 엘프와 인간의 마지막 동맹이 사우론을 물리칠 때까지 3441년 동안 지속되었다.
이 시대는 가운데땅의 인간들에게는 암흑 시대였으나 누메노르인에게는 영광스런 시대였다. 그러나 누메노르인들은 사우론의 꾀임에 넘어가 발라의 권위에 도전하게 되고 결국 멸망에 이른다. 누메노르의 몰락이라 하는 이 사건은 제2시대의 종언으로 이어진다.
이 시대의 중요한 사건으로는 절대 반지가 만들어진 사건이 있다.
이 시대는 제1시대나 제3시대에 비해 잘 알려지지 않았다. 《실마릴리온》의 아칼라베스나 《반지의 제왕》 부록 등에 짤막하게 기록이 남아 있다.

## 같이 보기
- 제1시대
- 제3시대
- 아르다의 연표